# Spicy (bài hát của Aespa)
"Spicy" là một bài hát được thu âm bởi nhóm nhạc nữ Hàn Quốc aespa cho đĩa mở rộng thứ ba My World. Bài hát được SM Entertainment phát hành dưới dạng đĩa đơn chủ đạo của đĩa mở rộng vào ngày 8 tháng 5 năm 2023.

## Bối cảnh và phát hành
Ngày 16 tháng 2 năm 2023, Lee Sung-soo đã phát hành một video dài 30 phút nói rằng: "Lee Soo-man là lý do khiến âm nhạc của aespa bị trì hoãn" và nhóm dự kiến sẽ phát hành nhạc mới vào ngày 20 tháng 2. Hơn nữa, anh nói thêm rằng Soo-man muốn bắt đầu "đưa các mô-típ bảo vệ môi trường về trồng cây và tính bền vững vào các bài hát" mà sau đó đã bị loại bỏ vì chúng "không phù hợp với thế giới của aespa" và khiến nhóm "khó chịu". Ngày 16 tháng 3, SM Entertainment thông báo rằng aespa sẽ phát hành đĩa hát vào đầu tháng 5. Ngày 17 tháng 4, có thông báo rằng đĩa mở rộng thứ ba của nhóm mang tên My World, bao gồm sáu bài hát, sẽ được phát hành vào ngày 8 tháng 5. Ngày 24 tháng 4, danh sách ca khúc đã được phát hành trên trang web chính thức của nhóm với "Spicy" được công bố là đĩa đơn chủ đạo. Ngày 6 tháng 5, đoạn giới thiệu video âm nhạc đã được phát hành. Bài hát được phát hành cùng với đĩa mở rộng và video âm nhạc vào ngày 8 tháng 5.

## Sáng tác
"Spicy" được viết bởi Bang Hye-hyun (JamFactory), sáng tác và biên khúc bởi Ludvig Evers (Moonshine), và Jonatan Gusmark (Moonshine), với Emily Yeonseo Kim, và Moa "Cazzi Opeia" Carlebecker tham gia sáng tác, và Jinbyjin tham gia biên khúc. Bài hát được mô tả là một bài hát dance đặc trưng bởi "nhịp điệu năng động của âm thanh synth-bass cường độ cao". "Spicy" được sáng tác ở khóa của B thứ, với nhịp độ 115 nhịp mỗi phút.

## Video âm nhạc
Video âm nhạc do 725 của SL8 Visual Lab đạo diễn đã được phát hành cùng với bài hát của SM Entertainment vào ngày 8 tháng 5. Video âm nhạc miêu tả aespa "như một nhóm học sinh trung học nổi tiếng" với các cảnh chuyển đổi giữa "aespa sẵn sàng tổ chức một bữa tiệc hoang dã trong dinh thự xa hoa của nhóm" và "aespa tận dụng cơ hội để khám phá thành phố khi đồng hồ điểm nửa đêm thời gian dừng lại".

## Quảng bá
Trước khi phát hành My World, vào ngày 8 tháng 5 năm 2023, aespa đã tổ chức một sự kiện trực tiếp có tên "aespa 'My World' Countdown Live" trên YouTube, TikTok và IdolPlus để giới thiệu album và bài hát mới của nhóm, bao gồm cả "Spicy" và để giao lưu với người hâm mộ.

## Danh sách người thực hiện
Credit phỏng theo ghi chú trên bìa của đĩa mở rộng.

### Nơi thu âm
- SM Big Shot Studio – thu âm, chỉnh sửa kỹ thuật số
- SM Starlight Studio – thu âm, chỉnh sửa kỹ thuật số
- SM Blue Ocean Studio – mixing
- 821 Sound Mastering – mastering

### Cá nhân
- SM Entertainment – điều hành sản xuất
- aespa – giọng hát, giọng nền
- Bang Hye-hyun – viết lời
- Jonatan Gusmark (Moonshine) – sáng tác, biên khúc, tổng hợp, lập trình
- Ludvig Evers (Moonshine) – sáng tác, biên khúc, tổng hợp, lập trình
- Moa "Cazzi Opeia" Carlebecker – sáng tác, giọng nền
- Emily Yeonseo Kim – sáng tác, chỉ đạo thanh nhạc, giọng nền
- Jinbyjin – sáng tác, guitar điện, tổng hợp, lập trình
- Lee Min-kyu – thu âm, chỉnh sửa kỹ thuật số
- Jeong Yu-ra – thu âm, chỉnh sửa kỹ thuật số
- Kim Cheol-sun – mixing
- Kwon Nam-woo – mastering

## Bảng xếp hạng
| Bảng xếp hạng (2023)           | Thứ hạng cao nhất |
| ------------------------------ | ----------------- |
| New Zealand Hot Singles (RMNZ) | 34                |

## Lịch sử phát hành
| Khu vực   | Ngày               | Định dạng                  | Hãng              |
| --------- | ------------------ | -------------------------- | ----------------- |
| Nhiều nơi | 8 tháng 5 năm 2023 | Digital download streaming | SM Warner Dreamus |